# Narva (flod)
Narva (estniska: Narva jõgi, finska: Narvajoki) är en flod som bildar gränsen mellan Estland och Ryssland. I Ryssland ligger floden i  Leningrad oblast medan den i Estland ligger i Ida-Virumaa. Den flyter från sjön Peipus och ut i Narvabukten i Finska viken. Den största bifloden är Plyussa. Vid flodmynningen ansluter bifurkationen Rosån som förbinder floden med Luga. Floden Narva är 75 km lång, med en medelbredd på 300 meter och medeldjup på 5 meter.
Vid floden ligger städerna Narva, Ivangorod och Narva-Jõesuu, den sistnämnda är en bad- och kurort som ligger vid flodmynningen.
I floden dämdes en artificiell sjö upp 1956, den 191 km² stora Narvareservoaren.